# Gilles Raynal
Gilles Raynal, né le 21 mars 1954 à Saint-Flour, est un compositeur et chef d'orchestre français. Il dirige actuellement l'Orchestre Symphonique des Dômes,.

## Biographie
Gilles Raynal commence ses études au Conservatoire de musique de Clermont-Ferrand où il obtient une médaille d'or pour chaque discipline : écriture, composition et direction d'orchestre. En 1981, il entre à l'École normale de musique de Paris et obtient un premier prix de fugue dans la classe de Ginette Keller. De 1981 à 1983, il travaille la composition avec Max Deutsch et la direction d'orchestre avec Alexandre Myrat. Il intègre ensuite la classe de composition de Michel Philippot au CNSM de Paris. En 1982, il crée à Clermont-Ferrand, avec Daniel Meier et Jean-Pierre Billet, l'"Association Musique d'Aujourd'hui" qui deviendra le Festival des musiques démesurées. En 1985, il intègre l'Académie internationale supérieure de musique de Milan dans la classe de Franco Donatoni.
Il crée en 1984 l'Orchestre symphonique des Dômes avec lequel il dirige des œuvres de compositeurs du XIXe et XXe siècles : Beethoven, Mahler, Bizet, Prokofiev, Borodine, Canteloube, Taneiev, Bartók, Poulenc, Debussy, Webern, Piazzolla, Varèse, Xenakis. Il participe à la création d'œuvres de compositeurs contemporains parmi lesquels figurent : Yann Robin, Daniel Meier, Jean-Yves Bosseur, Wataru Miyakawa. L'objectif de l'orchestre étant de rassembler les musiciens enseignants de la Région Auvergne.
De 1987 à 2017, il enseigne l'écriture et la composition au conservatoire de musique de Cournon-d'Auvergne.